# Daniel Rubio Sánchez
Daniel Rubio Sánchez (Argamasilla de Calatrava, 20 de abril de 1883-Málaga, 25 de julio de 1968) fue un arquitecto español activo en Antequera, Albacete y Málaga durante las primeras décadas del siglo XX. 

## Biografía
Nacido en Argamasilla de Calatrava el 20 de abril de 1883, trabajó en Antequera (1909-1910, 1922 y 1933-1935), Albacete (1910-1920) y Málaga (1922-1968), ciudades de las que llegó a ser arquitecto municipal. El estilo en el que mejor se le puede encuadrar es el eclecticismo, con rasgos regionalistas y modernistas.
En Albacete fue el arquitecto del edificio de la Casa de Hortelano (ca. 1913), el Gran Hotel (1915), el Teatro Ideal, el Templete de la Feria (1912), o el sanatorio Arturo Cortés Ortiz (1920), además de varios chalés en el Parque Abelardo Sánchez y la construcción de tres escuelas.
En la ciudad de Málaga construyó el Mercado de Salamanca (1922-1925), Villa Fernanda y los edificios de viviendas de calle Sagasta 5 y calle de la Victoria 14 (1923), entre otros. En Antequera construyó la sede de la Caja de Ahorros de Antequera (1933-1935), así como fue el director de las obras del Teatro-cine Torcal (1933-1934), de estilo racionalista y cuyo proyecto corrió a cargo de Antonio Sánchez Esteve. Estuvo casado con Josefa Manjón Velasco.
Falleció en Málaga el 25 de julio de 1968.

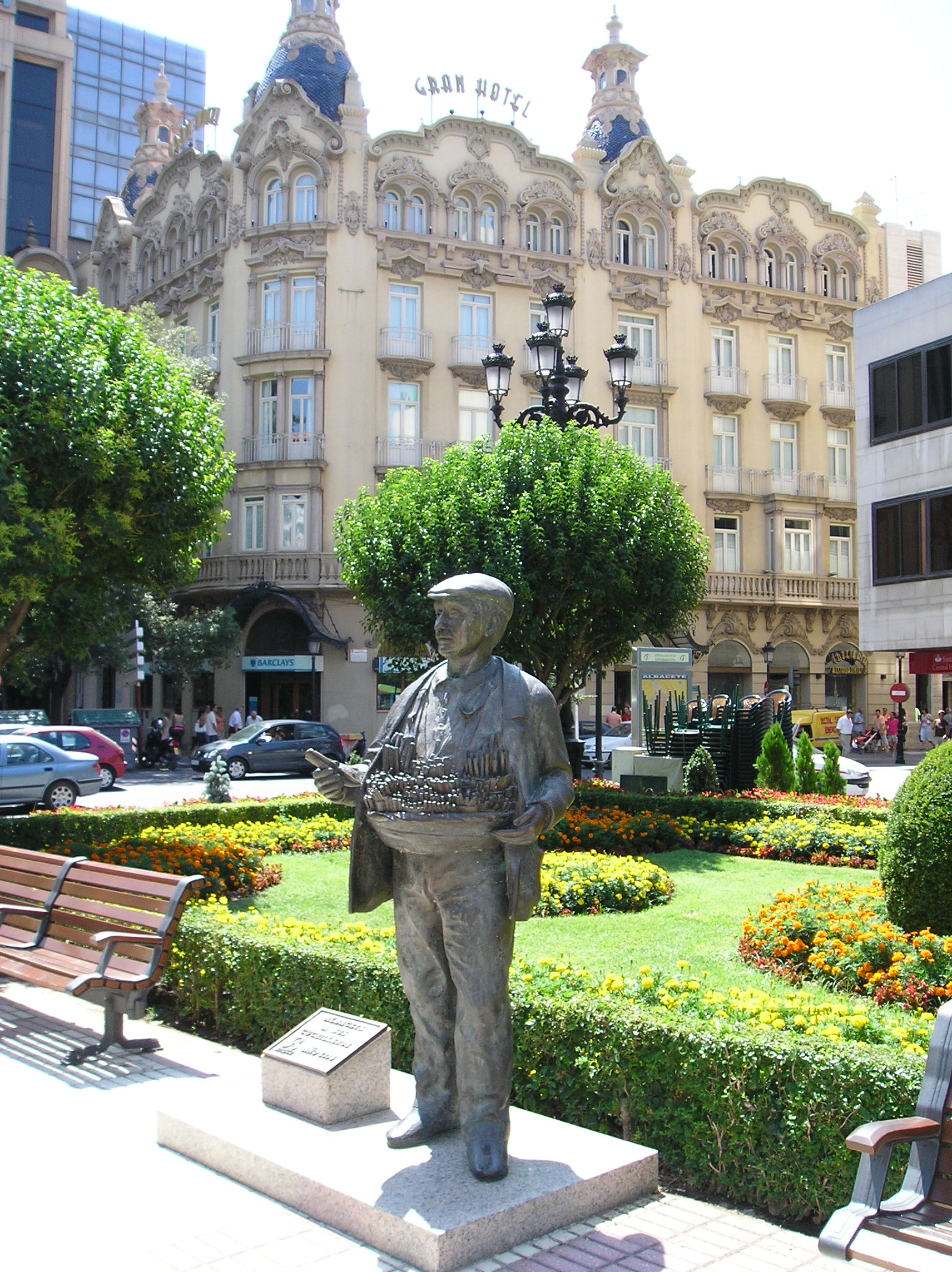
Gran Hotel de Albacete (1920), Albacete.
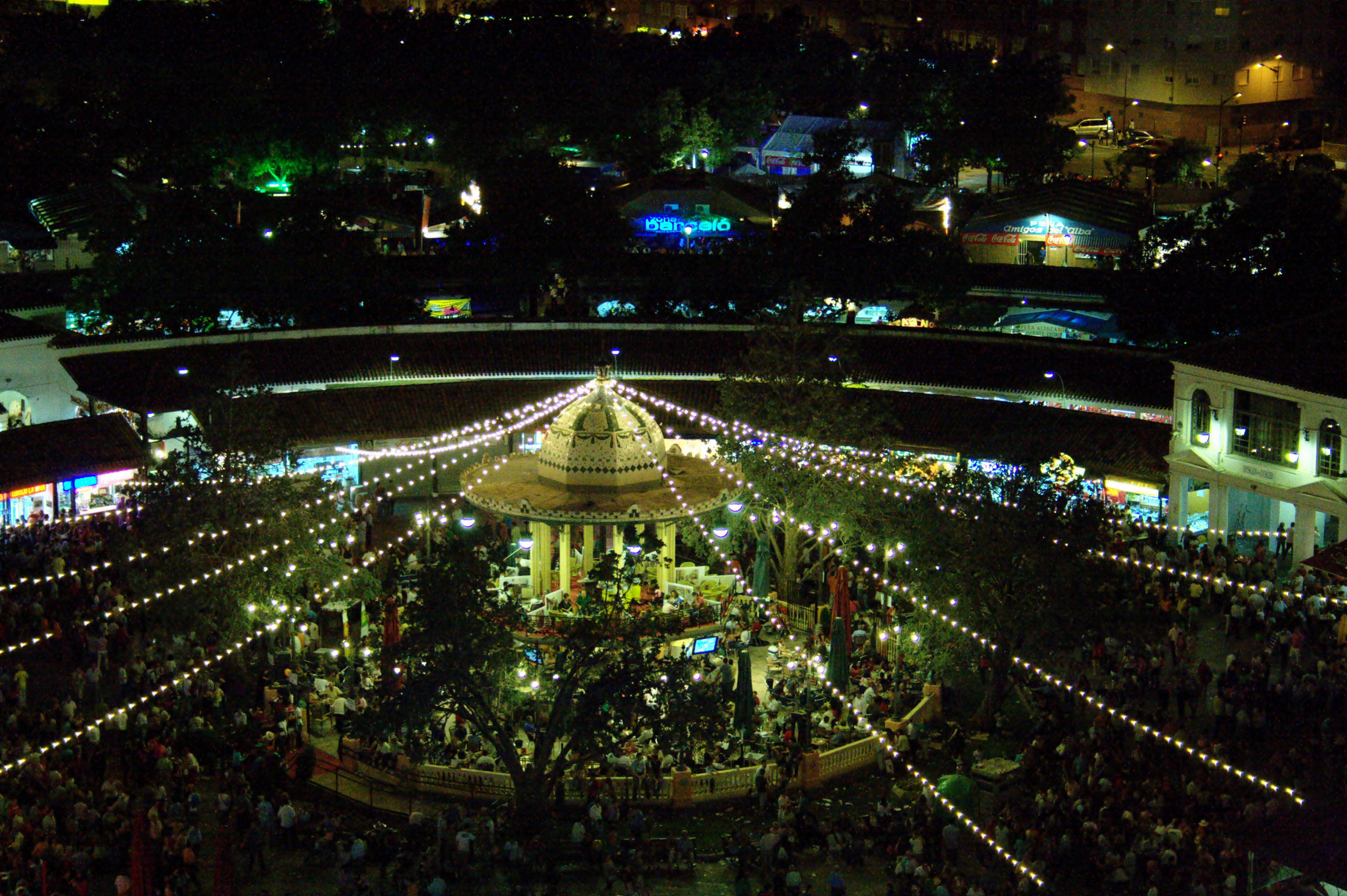
Templete de la Feria (1913), Albacete.
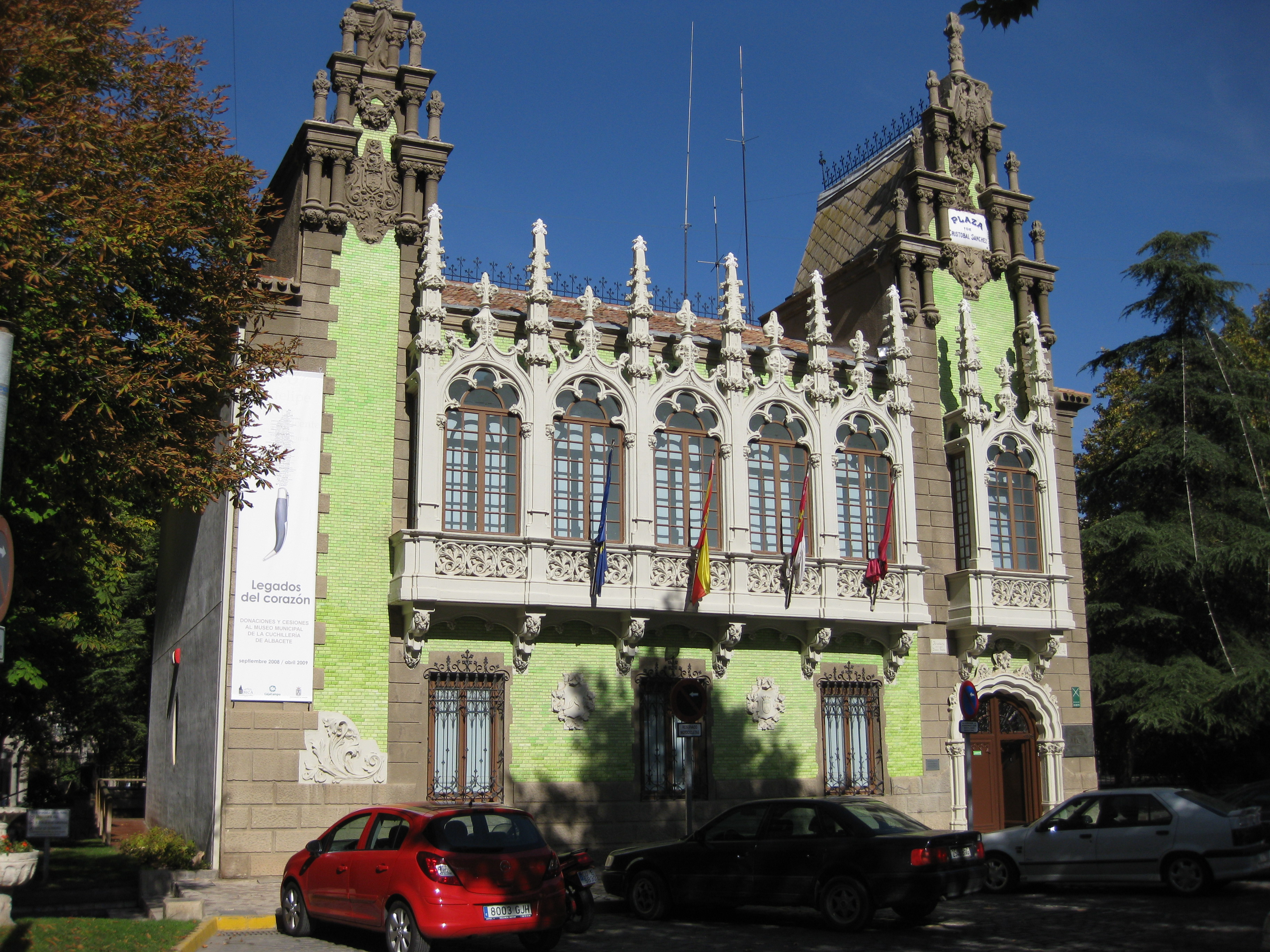
Casa de Hortelano (1912), Albacete.
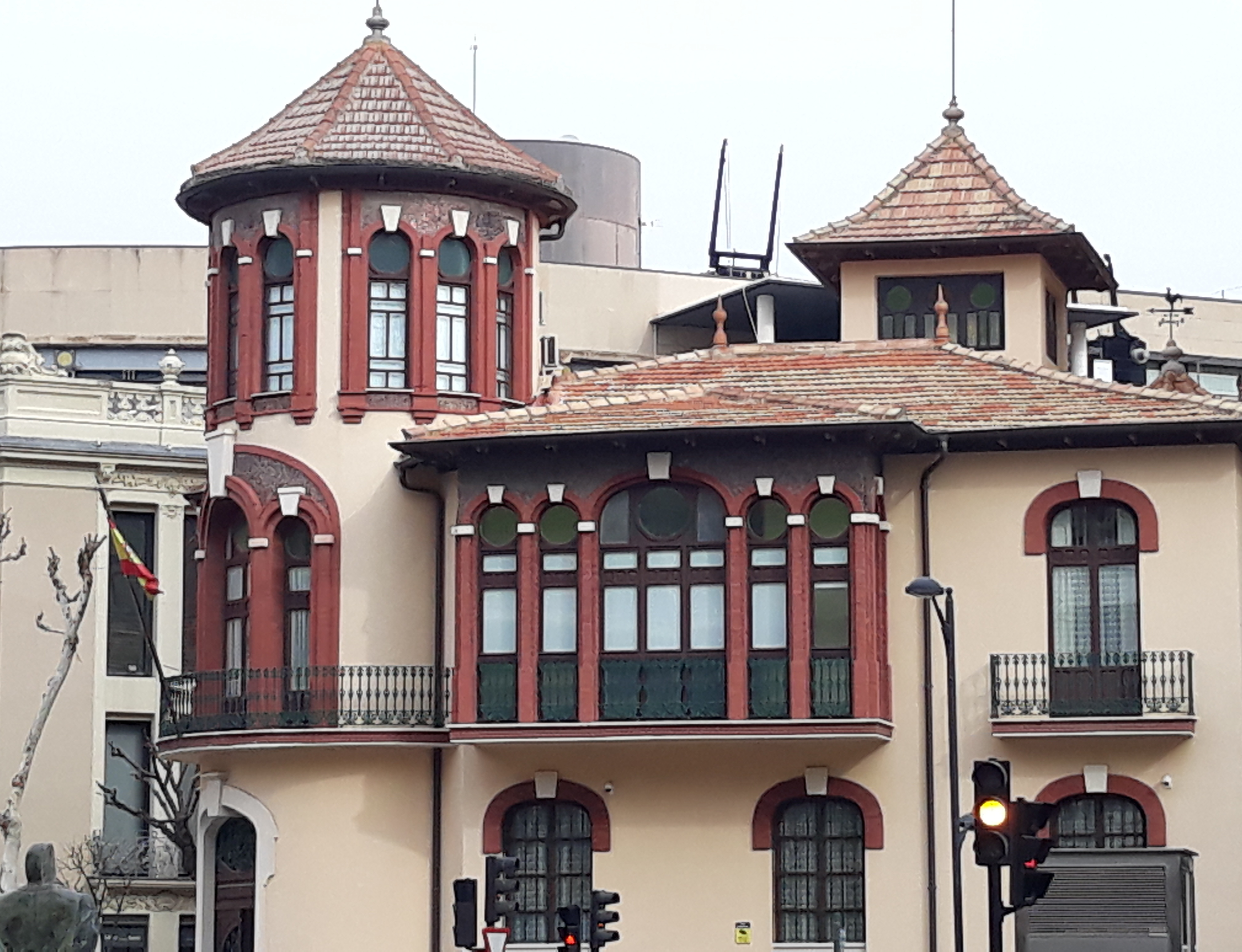
Edificio de la Subdelegación de Defensa (1920), Albacete.
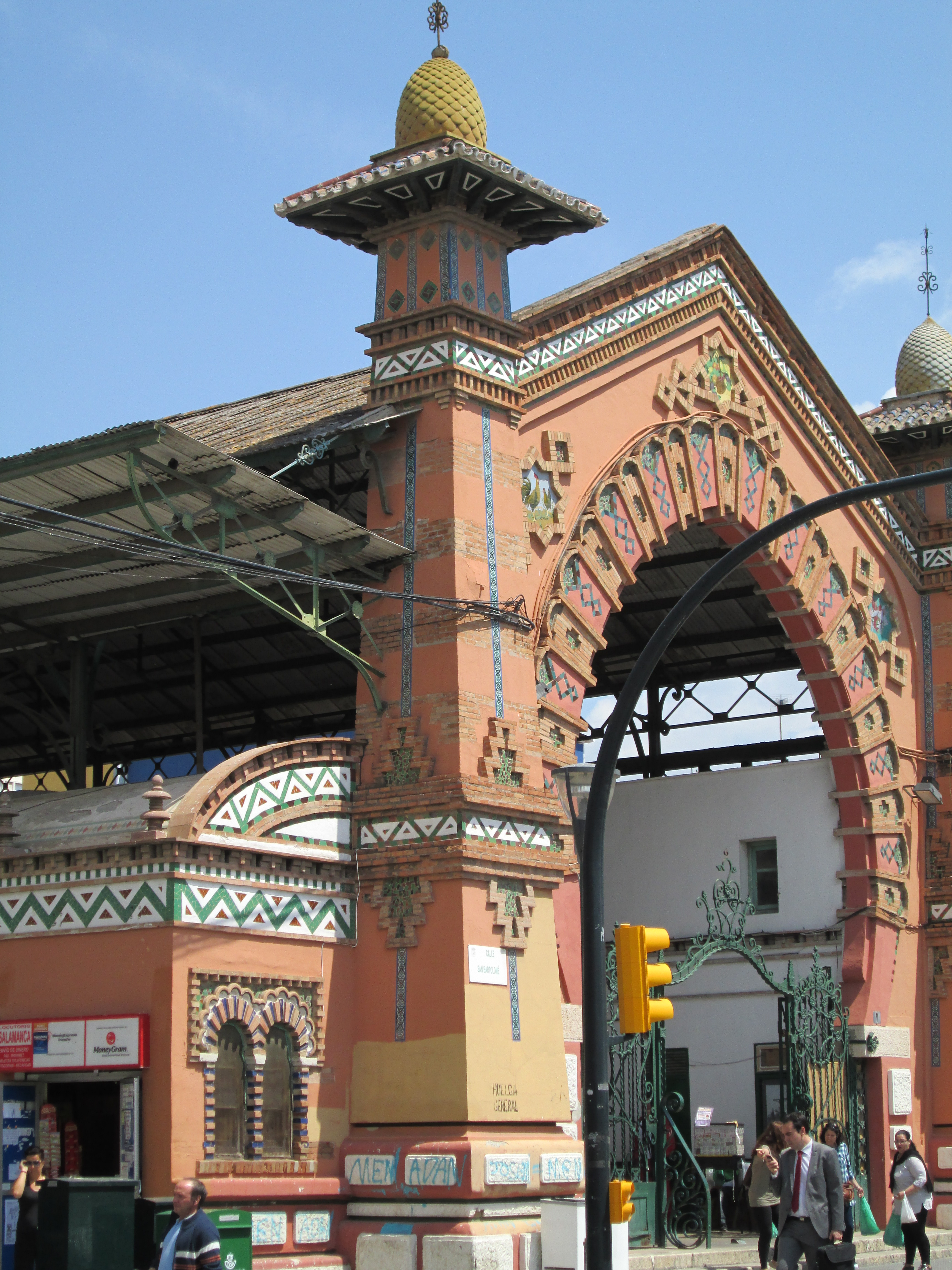
Mercado de Salamanca (1922-1925), Málaga.
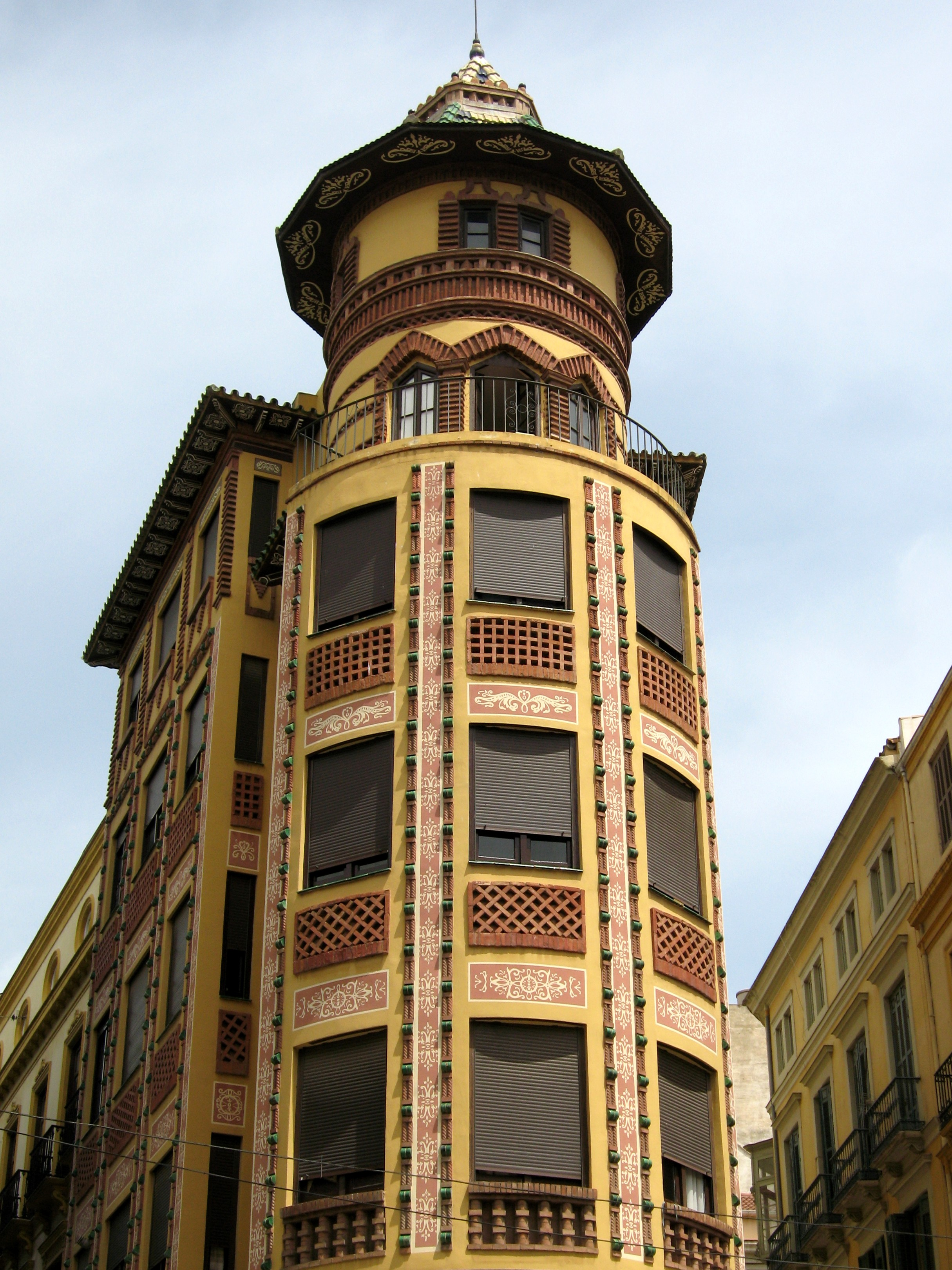
Edificio de viviendas de Sagasta 5 (1925), Málaga.